# Ualabi de panxa vermella
El ualabi de panxa vermella (Thylogale billardierii) és l'única espècie endèmica de Thylogale de Tasmània i antigament arreu del sud-est d'Austràlia. Aquest Thylogale té un pelatge més espès i llarg que el dels seus parents septentrionals, que viuen al nord d'Austràlia i Papua Nova Guinea. Els mascles pesen uns 12 kg i mesuren 1-1,2 metres d'alçada i són considerablement més grans que les femelles, que pesen una mitjana de 3,9 kg.